# Zelotes captator
Espèce
Synonymes
- Aracus captator Thorell, 1887

Zelotes captator est une espèce d'araignées aranéomorphes de la famille des Gnaphosidae.

## Distribution
Cette espèce est endémique de la région de Bago en Birmanie,. Elle se rencontre vers Minhla.

## Description
La femelle holotype mesure 7 mm.

## Systématique et taxinomie
Cette espèce a été décrite sous le protonyme Aracus captator par Thorell en 1887. Elle est placée dans le genre Zelotes par Sankaran en 2022.

## Publication originale
- Thorell, 1887 : « Viaggio di L. Fea in Birmania e regioni vicine. II. Primo saggio sui ragni birmani. » Annali del Museo civico di storia naturale di Genova, vol. 25, p. 5-417 (texte intégral).